# Laurentien Nizozemská
Laurentien Nizozemská (* Petra Laurentien Brinkhorst; 25. května 1966 Leiden, Jižní Holandsko) je manželkou nizozemského prince Constantijna a švagrovou krále Viléma-Alexandra Nizozemského a královny Máximy.

## Rodina a studium
Petra Laurentien Brinkhorst se narodila 25. května 1966 v Leidenu jako dcera bývalého ministra hospodářství Laurense Jana Brinkhorsta a Jantien Brinkhorst-Heringa. Má bratra. Známá je spíše pod svým prostředním jménem Laurentien, které je sloučeninou křestních jmen rodičů.
Princezna Laurentien začala chodit na základní školu v Groningenu. Pak se rodina přestěhovala do Haagu, kde základní vzdělání dokončila. Čtyři roky strávila na gymnáziu Christelijk Gymnasium Sorghvliet a rok na lyceu Eerste Vrijzinnige Christelijk v Haagu. V roce 1984 prošla bakalářskou zkouškou na francouzském lyceu v Tokiu. Tou dobou její otec pracoval v Japonsku jako trvalý vyslanec Evropské unie.
Princezna Laurentien studovala historii na Rijksuniversiteit Groningen, kde přijala propedeutiku. Poté studovala na univerzitě Queen Mary v Londýně, kde v roce 1989 obdržela titul Bachelor of Arts z politologie a následně studovala na kalifornské univerzitě v Berkeley, kde v roce 1991 získala magisterský titul ze žurnalistiky.

## Zájmy a aktivity
Princezna Laurentien má dlouhý záznam v boji proti negramotnosti v Nizozemsku, která je nyní podceňovaným problémem. V roce 2009 byla organizací UNESCO označena za zvláštního vyslance "vývoje gramotnosti" za její "věrnost vzdělání a hluboké věnování se ideálům a cílům organizace". V roce 2010 byla spolu příjemcem The Major Bosshardt Prize za svou práci v boji s negramotností.

## Manželství a potomci
Zasnoubení prince Constantijna s Laurentien Brinkhorst bylo oznámeno 16. prosince 2000. Občanský sňatek provedl Wim Deetman, starosta Haagu, v Oude Raadzaal, Javastraat, Haagu, 17. května 2001. Církevní sňatek se konal 19. května 2001 v Grote Kerk, Den Haag pod vedením reverenda Carela ter Lindena.
Princezna Laurentien má s princem Constantijnem tři děti:
- 1. Eloise (* 8. 6. 2002 Haag), hraběnka Oranžsko-Nasavská, Jonkvrouwe van Amsberg

- 2. Claus-Casimir (* 21. 3. 2004 Haag), hrabě Oranžsko-Nasavský, Jonkheer van Amsberg

- 3. Leonore (* 3. 6. 2006 Haag), hraběnka Oranžsko-Nasavská, Jonkvrouwe van Amsberg

## Tituly, oslovení a vyznamenání

Monogram princezny Laurentien

Standarta princezny Laurentien

### Tituly a oslovení
Plný titul a oslovení princezny Laurentien zní: Její královská Výsost princezna Petra Laurentien Nizozemská, princezna oranžsko-nasavská, paní van Amsberg.
Laurentien nebyla právně uznána princeznou, ale zvyk povoluje manželce užívat manželův titul. Všechny děti z manželství drží titul hrabě nebo hraběnka z Orange-Nassau a Jonkheer nebo Jonkvrouw van Amsberg.
Královským výnosem z 15. ledna 2003 č. 36 byla princezně Laurentien přiznána její vlastní osobní standarta.

### Vyznamenání
- Řád rodu Oranžských
- Huwelijksmedaille 2002 (královská svatební medaile)
- Inhuldigingsmedaille 2013 (medaile krále Viléme Alexandra uvedení do úřadu)
- Řád koruny
- Nejvyšší řád obnovy